# Premi Oscar 1982
La 54ª edizione della cerimonia di premiazione dei Premi Oscar si è tenuta il 29 marzo 1982 a Los Angeles, al Dorothy Chandler Pavilion, condotta da Johnny Carson.

## Vincitori e candidati
Vengono di seguito indicati in grassetto i vincitori. Dove ricorrente e disponibile, viene indicato il titolo in lingua italiana e quello in lingua originale tra parentesi.

### Miglior film
- Momenti di gloria (Chariots of Fire), regia di Hugh Hudson
- I predatori dell'arca perduta (Raiders of the Lost Ark), regia di Steven Spielberg
- Atlantic City, U.S.A. (Atlantic City), regia di Louis Malle
- Sul lago dorato (On Golden Pond), regia di Mark Rydell
- Reds, regia di Warren Beatty

### Miglior regia
- Warren Beatty - Reds
- Hugh Hudson - Momenti di gloria (Chariots of Fire)
- Steven Spielberg - I predatori dell'arca perduta (Raiders of the Lost Ark)
- Mark Rydell - Sul lago dorato (On Golden Pond)
- Louis Malle - Atlantic City, U.S.A. (Atlantic City)

### Miglior attore protagonista
- Henry Fonda - Sul lago dorato (On Golden Pond)
- Warren Beatty - Reds
- Burt Lancaster - Atlantic City, U.S.A. (Atlantic City)
- Dudley Moore - Arturo (Arthur)
- Paul Newman - Diritto di cronaca (Absence of Malice)

### Migliore attrice protagonista
- Katharine Hepburn - Sul lago dorato (On Golden Pond)
- Diane Keaton - Reds
- Marsha Mason - Solo quando rido (Only When I Laugh)
- Susan Sarandon - Atlantic City, U.S.A. (Atlantic City)
- Meryl Streep - La donna del tenente francese (The French Lieutenant's Woman)

### Miglior attore non protagonista
- John Gielgud - Arturo (Arthur)
- James Coco - Solo quando rido (Only When I Laugh)
- Ian Holm - Momenti di gloria (Chariots of Fire)
- Jack Nicholson - Reds
- Howard Rollins - Ragtime

### Migliore attrice non protagonista
- Maureen Stapleton - Reds
- Melinda Dillon - Diritto di cronaca (Absence of Malice)
- Jane Fonda - Sul lago dorato (On Golden Pond)
- Joan Hackett - Solo quando rido (Only When I Laugh)
- Elizabeth McGovern - Ragtime

### Miglior sceneggiatura non originale
- Ernest Thompson - Sul lago dorato (On Golden Pond)
- Harold Pinter - La donna del tenente francese (The French Lieutenant's Woman)
- Dennis Potter - Spiccioli dal cielo (Pennies from Heaven)
- Michael Weller - Ragtime
- Jay Presson Allen e Sidney Lumet - Il principe della città (Prince of the City)

### Miglior sceneggiatura originale
- Colin Welland - Momenti di gloria (Chariots of fire)
- Steve Gordon - Arturo (Arthur)
- John Guare - Atlantic City, U.S.A. (Atlantic City)
- Warren Beatty e Trevor Griffiths - Reds
- Kurt Luedtke - Diritto di cronaca (Absence of Malice)

### Miglior film straniero
- Mephisto, regia di István Szabó (Ungheria)
- La barca è piena (Das boot ist voll), regia di Markus Imhoof (Svizzera)
- L'uomo di ferro (Czlowiek z zelaza), regia di Andrzej Wajda (Polonia)
- Il fiume di fango (Doro no kawa), regia di Kōhei Oguri (Giappone)
- Tre fratelli, regia di Francesco Rosi (Italia)

### Miglior fotografia
- Vittorio Storaro - Reds
- Douglas Slocombe - I predatori dell'arca perduta (Raiders of the Lost Ark)
- Alex Thomson - Excalibur
- Billy Williams - Sul lago dorato (On Golden Pond)
- Miroslav Ondříček - Ragtime

### Miglior scenografia
- Norman Reynolds, Leslie Dilley e Michael Ford - I predatori dell'arca perduta (Raiders of the Lost Ark)
- Richard Sylbert e Michael Seirton - Reds
- John Graysmark, Patrizia Von Brandenstein, Anthony Reading, George de Titta Sr., George de Titta Jr. e Peter Howitt - Ragtime
- Assheton Gorton e Ann Mollo - La donna del tenente francese (The French Lieutenant's Woman)
- Tambi Larsen e Jim Berkey - I cancelli del cielo (Heaven's Gate)

### Migliori costumi
- Milena Canonero - Momenti di gloria (Chariots of Fire)
- Tom Rand - La donna del tenente francese (The French Lieutenant's Woman)
- Shirley Russell - Reds
- Bob Mackie - Spiccioli dal cielo (Pennies from Heaven)
- Anna Hill Johnstone - Ragtime

### Miglior trucco
- Rick Baker - Un lupo mannaro americano a Londra (An American Werewolf in London)
- Stan Winston - Heartbeeps

### Migliori effetti speciali
- Richard Edlund, Kit West, Bruce Nicholson e Joe Johnston - I predatori dell'arca perduta (Raiders of the Lost Ark)
- Dennis Muren, Phil Tippett, Ken Ralston e Brian Johnson - Il drago del lago di fuoco (Dragonslayer)

### Miglior montaggio
- Michael Kahn - I predatori dell'arca perduta (Raiders of the Lost Ark)
- Terry Rawlings - Momenti di gloria (Chariots of Fire)
- John Bloom - La donna del tenente francese (The French Lieutenant's Woman)
- Robert L. Wolfe - Sul lago dorato (On Golden Pond)
- Dede Allen e Craig McKay - Reds

### Miglior sonoro
- Bill Varney, Steve Maslow, Gregg Landaker e Roy Charman - I predatori dell'arca perduta (Raiders of the Lost Ark)
- Richard Portman e David Ronne - Sul lago dorato (On Golden Pond)
- John K. Wilkinson, Robert W. Glass Jr., Robert M. Thirlwell e Robin Gregory - Atmosfera Zero (Outland)
- Michael J. Kohut, Jay M. Harding, Richard Tyler e Al Overton - Spiccioli dal cielo (Pennies from Heaven)
- Dick Vorisek, Tom Fleischman e Simon Kaye - Reds

### Migliore colonna sonora
- Vangelis - Momenti di gloria (Chariots of Fire)
- Alex North - Il drago del lago di fuoco (Dragonslayer)
- Dave Grusin - Sul lago dorato (On Golden Pond)
- Randy Newman - Ragtime
- John Williams - I predatori dell'arca perduta (Raiders of the Lost Ark)

### Miglior canzone
- Arthur's Theme (Best That You Can Do), musica e testo di Burt Bacharach, Carole Bayer Sager, Christopher Cross e Peter Allen - Arturo (Arthur)
- Endless Love, musica e testo di Lionel Richie - Amore senza fine (Endless Love)
- The First Time It Happens, musica e testo di Joe Raposo - Giallo in casa Muppet (The Great Muppet Caper)
- For Your Eyes Only, musica di Bill Conti, testo di Mick Leeson - Solo per i tuoi occhi (For Your Eyes Only)
- One More Hour, musica e testo di Randy Newman - Ragtime

### Miglior documentario
- Genocide, regia di Arnold Schwartzman
- El Salvador: Another Vietnam, regia di Glenn Silber e Teté Vasconcellos
- Against Wind and Tide: A Cuban Odyssey, regia di John Brousek
- Eight Minutes to Midnight: A Portrait of Dr. Helen Caldicott, regia di Mary Benjamin
- Brooklyn Bridge, regia di Ken Burns

### Miglior cortometraggio
- Violet, regia di Shelley Levinson
- Couples and Robbers, regia di Clare Peploe
- First Winter, regia di Cynthia Scott

### Miglior cortometraggio documentario
- Close Harmony, regia di Nigel Noble
- Urge to Build, regia di Roland Hallè
- Americas in Transition, regia di Obie Benz
- Journey for Survival, regia di Dick Young
- See What I Say, regia di Freddie Stevens

### Miglior cortometraggio d'animazione
- Crac!, regia di Frédéric Back
- The Tender Tale of Cinderella Penguin, regia di Janet Pearlman
- The Creation, regia di Will Vinton

## Premi speciali

### Premio Special Achievement
- Ben Burtt e Richard L. Anderson - I predatori dell'arca perduta (Raiders of the Lost Ark) - montaggio degli effetti sonori

### Premio alla carriera
- Barbara Stanwyck  per la superlativa creatività ed il contributo unico all'arte della recitazione sullo schermo.

### Premio umanitario Jean Hersholt
- Danny Kaye

### Premio alla memoria Irving G. Thalberg
- Albert R. Broccoli